# 제용삼
제용삼(諸龍三, 1972년 1월 25일 ~ )은 대한민국의 전 축구 선수이다.

## 클럽 경력
1994년부터 1997년까지 당시 실업팀인 이랜드 푸마에서 뛰다가 1998년 안양 LG 치타스에 입단해 K리그에 데뷔했는데 이에 앞서 대학 졸업 후 신탁은행 축구단에 잠시 몸담았으나 입단 한달 만에 팀이 해체되는 수모를 겪었다. 데뷔 첫 해 울산 현대 호랑이와 맞붙은 FA컵 결승전에서 동점골과 역전골을 터뜨려 팀을 우승시켰다.
1998년부터 2000년까지 K리그에서 59경기에 출전해 12골을 기록했다. 이후 2002년까지 내셔널리그 서울시청 축구단에서 활약하였다.
2007년 서울 유나이티드 창단 멤버로 합류해 7번을 달고 스트라이커로 활약하며 서울 유나이티드의 K3리그 원년우승에 지대한 공헌을 하였다. 제용삼은 2007년 K3리그 리그 득점왕(13골), 리그 도움왕(9도움), 리그 MVP를 차지하며 3관왕의 자리에 올랐다. 2008년에는 서울 유나이티드의 주장 역할을 수행하며 16골을 기록하였다. 그는 서울 유나이티드의 통산 1호골, 10호골, 100호골의 주인공이기도 하다. 2008 시즌이 끝난 후 개인상의 이유로 은퇴를 선언하였다.